# Chrysosplenium aulacocarpum
Chrysosplenium aulacocarpum är en stenbräckeväxtart som beskrevs av Adolf Ernst. Chrysosplenium aulacocarpum ingår i släktet gullpudror, och familjen stenbräckeväxter. Inga underarter finns listade i Catalogue of Life.